# Lista orașelor din Liechtenstein

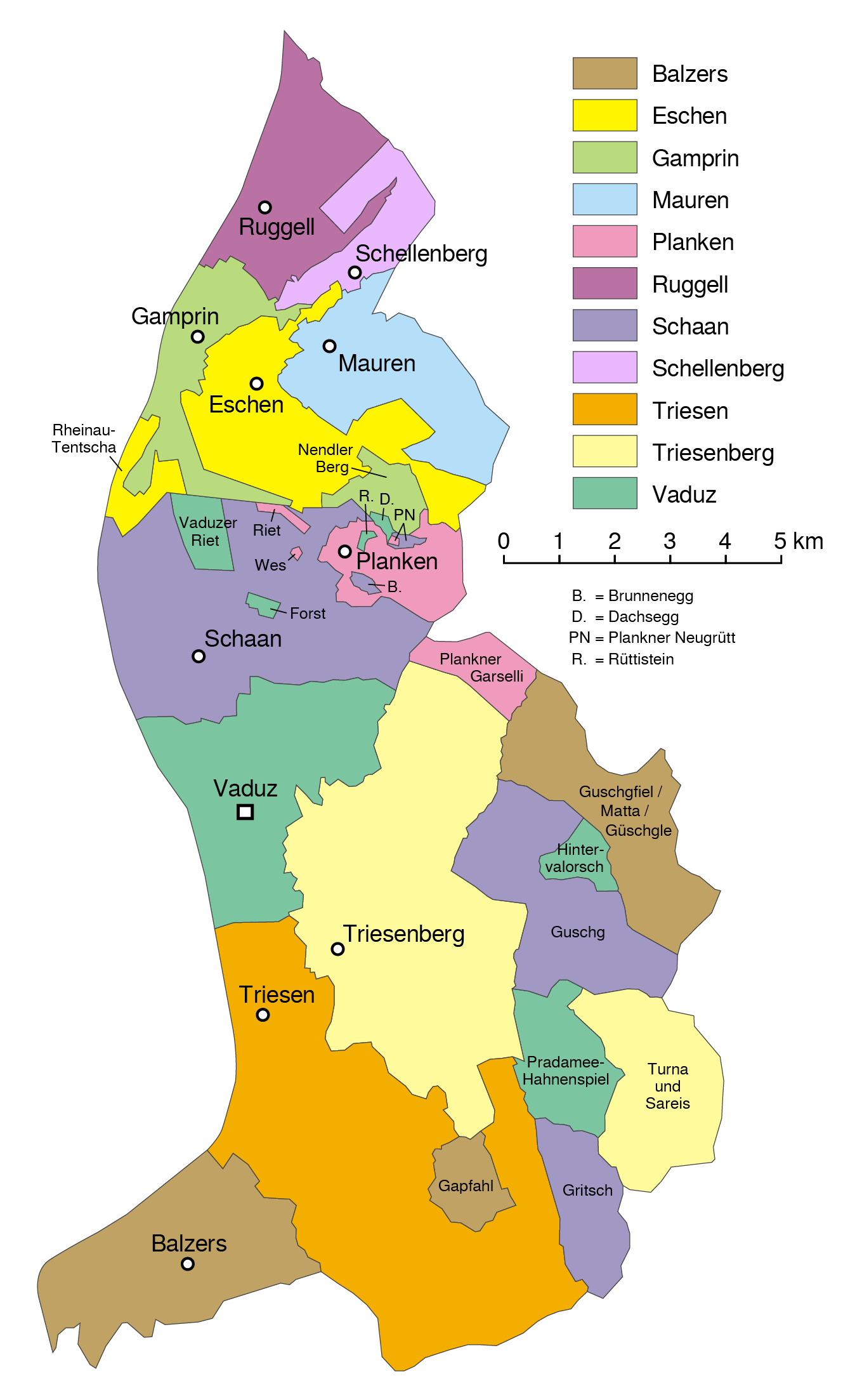
Diviziunile administrative a Liechtensteinului

Principatul Liechtenstein este împărțit în 11 comune numite Gemeinden (singular Gemeinde). Comunele constau în mare parte dintr-un singur oraș. Cinci din ele sunt incluse în circumscripția electorală Unterland (țara de jos), iar restul în Oberland (țara de sus).
| Stemă                               | Denumire                            | Cod poștal                          | Populație (31 dec. 2014)            | Suprafață (km²)                     | Imagine                             | Localități componente                                                        |
| Circumscripția Electorală Unterland | Circumscripția Electorală Unterland | Circumscripția Electorală Unterland | Circumscripția Electorală Unterland | Circumscripția Electorală Unterland | Circumscripția Electorală Unterland | Circumscripția Electorală Unterland                                          |
| ----------------------------------- | ----------------------------------- | ----------------------------------- | ----------------------------------- | ----------------------------------- | ----------------------------------- | ---------------------------------------------------------------------------- |
| Ruggell                             | Ruggell                             | 9491                                | 2.146                               | 7,4                                 | Ruggell                             |                                                                              |
| Schellenberg                        | Schellenberg                        | 9488                                | 1.053                               | 3,5                                 | Schellenberg                        |                                                                              |
| Gamprin                             | Gamprin                             | 9487                                | 1.657                               | 6,1                                 | Biserică din Gamprin                | Bendern                                                                      |
| Eschen                              | Nendeln                             | 9492                                | 4.313                               | 10,3                                | Gara Nendeln                        | Nendeln                                                                      |
| Mauren                              | Schaanwald                          | 9493                                | 4.189                               | 7,5                                 | Gara Schaanwald                     | Schaanwald                                                                   |
| Circumscripția Electorală Oberland  |                                     |                                     |                                     |                                     |                                     |                                                                              |
| Schaan                              | Schaan                              | 9494                                | 5.963                               | 26,8                                | Biserică din Schaan                 | Mühleholz                                                                    |
| Planken                             | Planken                             | 9498                                | 424                                 | 5,3                                 | Biserică din Planken                | Hinterschellenberg                                                           |
| Vaduz                               | Vaduz                               | 9490                                | 5.425                               | 17,3                                | Vaduz                               | Ebenholz                                                                     |
| Triesenberg                         | Triesenberg                         | 9497                                | 2.604                               | 29,8                                | Triesenberg                         | Gaflei, Malbun, Masescha, Rotenboden, Samina, Silum, Steg, Sücka, Wangerberg |
| Triesen                             | Triesen                             | 9495                                | 5.009                               | 26,4                                | Triesen                             |                                                                              |
| Balzers                             | Balzers                             | 9496                                | 4.587                               | 19,6                                | Balzers                             | Mäls                                                                         |
| Liechtenstein                       | Liechtenstein                       |                                     | 36.149                              | 160,47                              |                                     |                                                                              |